# Помялово
Помялово — деревня в Вындиноостровском сельском поселении Волховского района Ленинградской области.

## История
Село Помяло упоминается на карте Санкт-Петербургской губернии 1792 года, А. М. Вильбрехта.
Согласно карте Санкт-Петербургской губернии Ф. Ф. Шуберта 1834 года село называлось Памялово и состояло из 30 крестьянских дворов.

ПОМЯЛОВО — село принадлежит Казённому ведомству, число жителей по ревизии: 87 м. п., 88 ж. п.

В оном: церковь деревянная во имя Святой Живоначальной Троицы (1838 год)

На карте профессора С. С. Куторги 1852 года отмечено село Помялово.

ПОМЯЛОВО — село Ведомства государственного имущества, по просёлочной дороге, число дворов — 29, число душ — 90 м. п. (1856 год)

ПОМЯЛОВО — село казённое при реке Волхов, число дворов — 29, число жителей: 99 м. п., 102 ж. п.; Церковь православная. Приходское училище.

ПОМЯЛОВСКИЙ — погост при реке Волхове, число дворов — 3, число жителей: 8 м. п., 9 ж. п. (1862 год)

Сборник Центрального статистического комитета описывал её так:

ПОМЯЛОВО — село бывшее государственное при реке Волхов, дворов — 42, жителей — 170; Две церкви православных, 4 ветряных мельницы, лавка, ярмарка в Троицын день. (1885 год)

В конце XIX века село административно относилось к Михайловской волости 1-го стана Новоладожского уезда Санкт-Петербургской губернии, в начале XX века — 2-го стана.
По данным «Памятной книжки Санкт-Петербургской губернии» за 1905 год село Помялово входило в Болотовское сельское общество.
Согласно военно-топографической карте Петроградской и Новгородской губерний издания 1915 года село называлась Памялово, на его южной окраине обозначена церковь.
С 1917 по 1919 год деревня Помялово входила в состав Помяловского сельсовета Михайловской волости Новоладожского уезда.
С 1919 года в составе Пролетарской волости.
С 1924 года в составе Болотовского сельсовета Волховского уезда.
С 1926 года в составе Братовищенского сельсовета. Согласно данным переписи населения СССР 1926 года деревня Помялово находилась в составе Вындиноостровского сельсовета. В деревне проживал 271 человек — все русские.
С 1927 года в составе Волховского района.
В 1928 году население деревни Помялово также составляло 271 человек.
По данным 1933 года деревня Помялово входила в состав Вындиноостровского сельсовета Волховского района.

План деревни Помялово. 1941 год

Согласно топографической карте РККА 1941 года деревня насчитывала 28 дворов. На южной окраине деревни находилась церковь.
С 1950 года в составе Волховского сельсовета.
В 1958 году население деревни Помялово составляло 35 человек.
По данным 1966, 1973 и 1990 годов деревня Помялово также входила в состав Волховского сельсовета.
В 1997 году в деревне Помялово Вындиноостровской волости не было постоянного населения, в 2002 году проживали 3 человека (русские — 67 %, латыши — 33 %).
В 2007 году в деревне Помялово Вындиноостровского СП — проживал 1 человек.

## География
Деревня расположена в юго-западной части района на левом берегу реки Волхов к востоку от автодороги 41А-006 (Зуево — Новая Ладога).
Расстояние до административного центра поселения — 6 км.
Расстояние до железнодорожной платформы Гостинополье — 5 км.

## Демография
| 1862 | 2002 | 2007 | 2010 | 2017 |
| ---- | ---- | ---- | ---- | ---- |
| 201  | ↘3   | ↘1   | ↗3   | ↗5   |

### Национальный состав
Согласно данным Всероссийской переписи населения 2021 года в деревне проживали 15 человек, из них:
 русские — 10, азербайджанцы — 4, молдаване — 1 человек.